# Si Racha Municipal Stadium
Das Si Racha Municipal Stadium (Thai สนามกีฬาเทศบาลเมืองศรีราชา) ist ein Mehrzweckstadion in Si Racha in der Provinz Chonburi, Thailand. Es wurde von 2010 bis 2013 als Heimstadion vom damaligen Erst- bzw. Zweitlisten Sriracha Football Club genutzt. Das Stadion hat eine Kapazität von 5000 Personen. Eigentümer und Betreiber des Stadions ist die Si Racha Municipality. Von 2010 bis 2013 wurde das Stadion nach dem Hauptsponsor des Vereins auch Suzuki Stadium genannt.
Seit Sommer 2023 ist das Stadion die Heimspielstätte des Drittligisten BFB Pattaya City.

## Galerie

## Nutzer des Stadions
| Verein           | Zeitraum der Nutzung |
| ---------------- | -------------------- |
| Sriracha FC      | 2010 bis 2013        |
| BFB Pattaya City | 2023 bis             |